# Saint-Victor-de-Buthon
 Saint-Victor-de-Buthon  là một xã của tỉnh Eure-et-Loir, thuộc vùng Centre-Val de Loire, miền bắc nước Pháp.